# Erotisk litteratur
Erotisk litteratur är en genre inom litteraturen som fokuserar på berättelser om mänskliga sexuella relationer och som syftar till att ge upphetsning hos läsaren. Till skillnad från ren pornografi ägnar den sig dock (även) ofta åt att lovsjunga och fantisera kring de sexuella njutningarna. Erotisk litteratur är en sorts erotica.

## Stil och förekomst
Erotisk litteratur kan inkludera humor, sadism, lyrik, pedagogik, galanteri, symbolik med mera. Ett kännetecken för en stor del av den erotiska litteraturen är att samhällets normer, moral och tabun regelmässigt bryts. Vanliga teman är exempelvis homosexualitet, prostitution, orgier, sado-masochism, incest och allehanda fetischer.
Erotisk litteratur kan bland annat ta formen av romaner, kortare poesi, berättelser från verkliga livet och sexhandböcker. Ett av dess huvudsyften är att fästa det sexuella begäret på papper.

## Historik
Erotiska inslag förekommer hos många olika författare och litteraturgenrer. Ofta har den kommit i strid med rådande sexualmoral, i bland annat kristna samhällen. En av världens största samlingar av erotica finns i Vatikanbiblioteket, utifrån beslag som romersk-katolska kyrkan gjort. Senare har böcker av Henry Miller förbjudits, efter det så kallade Millertestet. Även i Sverige förekom censur, och flera av Millers böcker fick inte utges i Sverige under 1950- och 1960-talet.
I Västerlandet finns exempel på erotisk berättande i Höga Visan (i Bibeln), Lysistrate (av Aristofanes), Konsten att älska (av Ovidius) och mer eller mindre anonymt väggklotter i romerska städer. Senare har Decamerone (av Boccaccio), sonetter av Aretino, femaktaren Sodom (av Rochester) samt skrifter av de Sade och Sacher-Masoch bidragit med variationer på genren. På 1900-talet har Anaïs Nin, Henry Miller och Pauline Réage skrivit romaner på det erotiska temat. Bland andra kända verk finns Lady Chatterleys älskare av D.H. Lawrence, Sången om den röda rubinen av Agnar Mykle och Berättelsen om O av Anne Desclos. Även den kontroversiella nobelprismottagaren Elfriede Jelinek har i sitt författarskap ägnat sexualiteten stort intresse.
Ur andra kulturkretsar kan nämnas den indiska kärlekshandboken Kamasutra, liksom Tusen och en natt.

### Pornografi
Pornografi är definitionsmässigt en sorts erotisk litteratur, med en lång historia. På grund av sin oreserverade inriktning på det fysiska och dess gränsöverskridande karaktär har den under historien ofta placerats i ett eget litterärt fack. Den har ofta setts som osedlig, och begränsats med olika restriktioner och lagar. 
Under 1900-talet har pornografin fått en ökad spridning, i takt med en ökad mängd tryckta verk och olika tekniska innovationer. Från "franska kort" och porrtidningar har spridning blivit allt mer visuell och digital, med allt mindre tonvikt på innebörden av litteratur. Efter millennieskiftet har Internet i många länder blivit det främsta konsumtionsmedlet för pornografi, i form av bilder och filmer men även texter.

### Tantsnusk, FLN, erotisk romance
Som en vidareutveckling av kärleksromanen har det sedan slutet av 1900-talet vuxit fram en genre där de romantiska scenarierna kompletterats med olika sorts skildringar av sexakter. En av det sena 1900-talets mer framgångsrika författare var Jackie Collins, medan den BDSM-kryddade trilogin Femtio nyanser (startad som en fanfiction på Twilight) blivit ett internationellt försäljningsfenomen. Liksom inom bildpornografin är fokuset i regel på konsumentens sexuella njutning, och texterna används ofta som upphetsningshjälp i samband med onani. Tantsnusk var en förklenande benämning, myntad i svenskan i början av 1980-talet, medan FLN ('flärd, lidelse, njutning') blev ett mer beskrivande genrenamn.
På 2010-talet har genren romance lanserats i Sverige, som en beskrivning av romantisk litteratur i allmänhet (utöver romantisk kiosklitteratur), medan erotisk romance då är den mer erotiska varianten. Simona Ahrnstedt är den hittills mest kända svenska representanten inom romance.

### Erotik i musiken
Även inom musikens texter förekommer erotik på många håll och i olika genrer. Det inkluderar dryckes- och soldatvisor, liksom skämtvisor och trallar i polskor.
År 1070 nämnde Adam av Bremen förekomsten av rituella erotiska visor i Uppsalas hednatempel. Under medeltiden innehöll ofta vagant- och djäknesånger erotiska inslag, liksom vissa delar av Carmina Burana. Erotiska visor förekom främst muntligen, inklusive som ibland blasfemiska travestier på kända sånger. I Sverige började folkliga erotiska visor skrivas ned först på 1700-talet, dock ofta i censurerat skick. Senare under seklet diktade Bellman en hel del erotiskt präglade sånger.